# Paraechinus micropus
Paraechinus micropus е вид бозайник от семейство Таралежови (Erinaceidae).

## Разпространение
Видът е разпространен в Индия и Пакистан.